# Камій Єдржеєвські
Камій Єдржеєвські (фр. Camille Jedrzejewski; 25 квітня 2002, Комп'єнь, Франція) — французька стрільчиня, срібна призерка Олімпійських ігор 2024 року.

## Виступи на Олімпіадах
| Олімпіада  | Дисципліна                              | Місце |
| ---------- | --------------------------------------- | ----- |
| Париж 2024 | пневматичний пістолет, 10 метрів        | 18    |
| Париж 2024 | пневматичний пістолет, 10 метрів, мікст | 17    |
| Париж 2024 | пістолет, 25 метрів                     | 2     |

## Зовнішні посилання
- Камій Єдржеєвські на сайті UIPM (англійська)
- Камій Єдржеєвські на сайті ISSF (англійська)
- Камій Єдржеєвські на сайті Olympics.com (англійська)